# Manzanát
A manzanát egy természetes vegyület, melyet számos növényfaj képes előállítani. A manzanát egyben egy aroma alkotóeleme is.  Egyfajta gyümölcsös alma illata van. Jelenléte meghatározza az alma, az almabor, az almalekvár, az almapálinka, valamint az édes ananász illatát is. Elnevezése a spanyol manzana szóból eredeztethető, mely magyarul almát jelent.

## Fordítás
- Ez a szócikk részben vagy egészben a Manzanate című angol Wikipédia-szócikk fordításán alapul.  Az eredeti cikk szerkesztőit annak laptörténete sorolja fel. Ez a jelzés csupán a megfogalmazás eredetét és a szerzői jogokat jelzi, nem szolgál a cikkben szereplő információk forrásmegjelöléseként.